# Thesszalonikéi Eusztathiosz
Thesszalonikéi Euszthathiosz (Εὐστάθιος Θεσσαλονίκης, Eúsztáthiosz, (1110 körül – 1194) bizánci szerzetes, Szaloniki érseke, egyházi író.
Konstantinápolyban született, és előbb szerzetes, diakónus, majd az szónoklattan tanára lett ugyanott. 1160-tól thesszalonikai érsek. Írt egy sok tudásról tanúskodó kommentárt Homéroszhoz Devarius regiszterével; egyet Dionüsziosz Periegeteszhez. Pindaroszhoz írott kommentárjának azonban csak a prológusa van meg. Rengeteg teológiai, történelmi műve, beszéde, és levele ismeretes. 21 reánk maradt szónoklata között van olyan is, melyben II. Ióannész és I. Manuél császároknak a magyarokkal viselt háborúiról emlékezett meg.

## Művei magyarul
- Homérosz Odüsszeiájához (részletek) INː (szerk.) Simon Róbert – Székely Magda – Dimitriosz Hadziszː A bizánci irodalom kistükre, Európa Könyvkiadó, Budapest, 1974, ISBN 963-07-0345-9, 195–203, 675–686 p